# Fejlődéslélektan
A fejlődéslélektan (fejlődéspszichológia) a tudományos pszichológia főbb kutatási ágainak egyike, angolul developmental psychology. Azokkal az általános testi, értelmi, érzelmi, társas és személyiségbeli változásokkal foglalkozik, amelyeken az emberek koruk előrehaladtával keresztül mennek, a fogantatástól az élet végéig.
A fejlődéslélektannak, mint tudománynak, a célja a különböző fejlődési funkciók leírása, megmagyarázása, összehasonlítása és előrejelzése.

## Jean Piaget
Claparéde és Binet követője a francia gyermek-vizsgálók (funkcionalisták) sorában. A gyermekeket feladatokba állítva - azokat nem csak a megoldás érdekli, hanem az odavivő út is. Hirdeti: a gyermeki értelem fejlődése - nem csak felhalmozás (akkumuláció), hanem minőségi változás is. Az óvodai beszédet összekapcsolja a klinikai kikérdezéssel. Észreveszi, hogy a gyerek beszéddel kíséri tevékenységét. Világképet barkácsol a környezetéről. Persze, az ajtónak is lelke van, ha nem akar kinyílni. A kiscsoportos még úgy látja: a szélesebb edényből keskenyebbe töltött víz több lesz. A mennyiség és számállandó fokozatosan alakul ki benne.

## Mérei Ferenc
Az együttműködésre az együttes munka, a törvényességre a játékszabály, a közösségi feladatok megoldására a gyermekcsoportok előtt lebegő feladatok megoldása nevel. A gyermeki csoportosulásokhoz való hűség előállapota annak a hűségnek, amely a felnőttet hazájához, társadalmi osztályához fűzi. Minden nevelő döntő kérdése - mennyire hagyja megkapaszkodni gondozottját, mikor önállósítsa. A fennakadás, visszaesés és visszatolódás jelensége - a túlhaladott réteg újbóli előbukkanása.

## Henri Wallon
Összekapcsolta az orvosi és a fejlődéslélektani pszichológiát. Az introspekció befelé vetítése csak azt jelenti, ami közös mindannyiunk kapcsolataiban a többiekkel, mindünknek a valósággal.
Szociálpszichológiai szempontú gyermeklélektana a nagyobb társadalmi csoportok és az egyén gondolkodás-viszonyát lefordítja a családi (mikroszociális) kettősére, a felnőtt - gyerek sarkak /pólusokra. Orvosi párhuzamot von az idegi (neurológiai) feltételek és a személyiségtípusok között. A motoros és érzelmi mozzanatok fokozatosan válnak jellé.

## Alekszej Nyikolajevics Leontyjev
A fejlődés lényege, Vigotszkij-iskola szerint; a közvetlen természeti, lelki jelenségek társak, a nyelvi rendszer közvetíti őket. A gyermeki fejlődés döntő mozzanata a váltás (játék, tanulás, munka, dal, sport stb.) az uralkodó (domináns) módok között.